# شهميرزاد
شهميرزاد (بالفارسية: شهمیرزاد) هي مدينة تقع في إيران في منطقة شهميرزاد. يقدر عدد سكانها بـ 7,273 نسمة .